# Parma Voices
Хор Parma Voices (букв. «Голоса Пармы») — концертный коллектив Пермского театра оперы и балета, который был создан дирижером и музыковедом Евгением Воробьевым, в прошлом директором MusicAeterna и главным хормейстером Пермского театра оперы и балета. Художественный руководитель хора — Екатерина Антоненко.

## История создания
Впервые выступив 19 февраля 2021 года, концертный хор Пермской оперы успел заявить о себе на Дягилевском фестивале и спецпроекте «Дягилев+» под руководством Теодора Курентзиса на сцене Пермского театра оперы и балета. В концерте прозвучали: «Респонсорий и гимн», оp. 121 Феликса Мендельсона-Бартольди, «Хоровые гимны из Ригведы» Густава Холста, «Духовный концерт» Николая Сидельникова, а также «Месса» Франка Мартена.

## Репертуар хора
Репертуар Parma Voices — это эклектичная смесь из произведений разных эпох, от Возрождения до сегодняшнего дня. Среди главных интересов пермского коллектива — хоровые произведения XX века, а также музыка духовная, в которой наиболее полно проявлена красота многоголосного пения. Помимо этого, одной из своих задач участники Parma Voices видят знакомство слушателей с малоизвестными опусами, редко исполняемыми в России.
- 27 апреля 2021 года на Страстной неделе хор исполнил «Страстную седмицу» учителя Дмитрия Шостаковича Максимилиана Штейнберга.[2]
- В одном из концертов сезона 2020/2021 в исполнении хора Parma Voices прозвучали духовные сочинения Дмитрия Бортнянского в двух авторских редакциях.[3]
- Хор Parma Voices выступал на Международном Дягилевскогом фестивале — 2021 в Перми. Концертные программы включали премьеры современных композиторов, среди которых одна мировая — «Приидите, поклонимся» (2007) Мераба Гагнидзе, а также ряд российских, включая «Чашу в псалмах хора хоров» (2004) Александра Кнайфеля.

- В начале 2022 года хор Parma Voices впервые выступил в Санкт-Петербурге на сцене Академической капеллы,[5] а также в новом культурном пространстве Москвы — ДК Рассвет. В программе прозвучали: «Agnus Dei» Сэмюэла Барбера, «Attende Domine» Пьера Виллета, «Духовный концерт» Николая Сидельникова, Introitus из «Реквиема» Карла Рютти, российскую премьеру которого хор уже исполнял на Дягилевском фестивале.

## Отзывы критиков
Критики отмечают высокий уровень исполнения хора:

«Чистая интонация, осмысленная фразировка, внятные начала и снятия, собранная артикуляция с единовременным произнесением согласных, оберегающим хор от превращения в „сплошную шипящую“, тонкая нюансировка в динамике и штрихах — технический „иммунитет“ Parma Voices поразителен…[]»
— Мария Невидимова, «Музыкальная жизнь» ()

Уровень исполнения — высочайший, голоса солистов вплетены в тончайший узор музыкального текста, и в самом деле «не обремененного никакими штампами».
— Наталья Земскова, «Звезда» ()
Отзывы на концерты хора на Международном Дягилевом фестивале — 2021:

«Концерты хора Parma Voices […] подарили впечатления, которые могут быть названы среди ярчайших на фестивале — эстетически и эмоционально».
— Юлия Баталина, «Новый компаньон» ()